# Douglas Henderson (attore)
Malcolm Douglas Henderson (Montclair, 14 gennaio 1919 – Studio City, 5 aprile 1978) è stato un attore statunitense.

## Biografia
Nativo del New Jersey, dopo aver servito nella United States Marine Corps durante la seconda guerra mondiale, iniziò a recitare in compagnie teatrali di repertorio nell'est degli Stati Uniti, prima di rientrare al cinema (dove aveva fatto le sue prime apparizioni, non accreditato, nel 1944) nel 1951, impersonando perlopiù militari (il sergente maggiore ne La guerra dei mondi, il caporale Champ Wilson in Da qui all'eternità e il colonnello Milt in Va' e uccidi) in una trentina di film, fino al 1970.
In televisione comparve in una cinquantina di serial, dal 1952 al 1976: da segnalare Selvaggio west, dove interpretò il colonnello James Richmond, e quindi in Il sergente Preston, La pattuglia della strada, Perry Mason, Bonanza, Il virginiano, Giovani avvocati, Mannix, F.B.I. e Missione impossibile.
È deceduto nell'aprile del 1978 all'età di 59 anni, per suicidio.

## Filmografia

### Cinema
- She's a Sweetheart, regia di Del Lord (1944)
- Obiettivo Burma! (Objective, Burma!), regia di Raoul Walsh (1945)
- A Guy, a Gal and a Pal, regia di Budd Boetticher (1945)
- Addio vent'anni (Over 21), regia di Charles Vidor (1945)
- I diavoli alati (Flying Leathernecks), regia di Nicholas Ray (1951)
- Fearless Fagan, regia di Stanley Donen (1952)
- Marijuana (Big Jim McLain), regia di Edward Ludwig (1952)
- Back at the Front, regia di George Sherman (1952)
- Otto uomini di ferro (Eight Iron Men), regia di Edward Dmytryk (1952)
- La guerra dei mondi (The War of the Worlds), regia di Byron Haskin (1953)
- Viaggio al pianeta Venere (Abbott and Costello Go to Mars), regia di Charles Lamont (1953)
- Da qui all'eternità (From Here to Eternity), regia di Fred Zinnemann (1953)
- Criminali contro il mondo (Mad at the World), regia di Harry Essex (1955)
- La figlia di Caino (The Shrike), regia di José Ferrer (1955)
- King Dinosaur, regia di Bert I. Gordon (1955)
- Invasori dall'altro mondo (Invasion of the Saucer Men), regia di Edward L. Cahn (1957)
- God Is My Partner, regia di William F. Claxton (1957)
- I fuorilegge del Colorado (The Dalton Girls), regia di Reginald Le Borg (1957)
- The Book of Acts Series, regia di Eddie Dew (1957)
- No Place to Land, regia di Albert C. Gannaway (1958)
- Cage of Evil, regia di Edward L. Cahn (1960)
- Sniper's Ridge, regia di John A. Bushelman (1961)
- Va' e uccidi (The Manchurian Candidate), regia di John Frankenheimer (1962)
- Sinfonia di morte (Black Zoo), regia di Robert Gordon (1963)
- Johnny Cool, messaggero di morte (Johnny Cool), regia di William Asher (1963)
- Sette giorni a maggio (Seven Days in May), regia di John Frankenheimer (1964)
- Tempo di guerra, tempo d'amore (The Americanization of Emily), regia di Arthur Hiller (1964)
- Castelli di sabbia (The Sandpiper), regia di Vincente Minnelli (1965)
- Fireball 500, regia di William Asher (1966)
- Piano, piano non t'agitare! (Don't Make Waves), regia di Alexander Mackendrick (1967)
- Stay Away, Joe, regia di Peter Tewksbury (1968)
- Pendulum, regia di George Shaefer (1969)
- Il falso testimone (Zig Zag), regia di Richard A. Colla (1970)

### Televisione
- Squadra mobile (Racket Squad) – serie TV, un episodio (1952)
- Adventures of Superman – serie TV, un episodio (1954)
- Public Defender – serie TV, un episodio (1954)
- Death Valley Days – serie TV, 3 episodi (1954-1957)
- Scienza e fantasia (Science Fiction Theatre) – serie TV, episodi 1x09-1x24 (1955)
- I Led 3 Lives – serie TV, un episodio (1955)
- Il sergente Preston (Sergeant Preston of the Yukon) – serie TV, 5 episodi (1955-1958)
- Telephone Time – serie TV, episodio 2x15 (1956)
- The Millionaire – serie TV, un episodio (1957)
- The Silent Service – serie TV, un episodio (1957)
- Harbor Command – serie TV, episodi 1x12-1x13 (1957-1958)
- Dr. Christian – serie TV, un episodio (1957)
- La pattuglia della strada (Highway Patrol) – serie TV, 3 episodi (1957-1958)
- Playhouse 90 – serie TV, 3 episodi (1958)
- Avventure in fondo al mare (Sea Hunt) – serie TV, un episodio (1958)
- Tombstone Territory – serie TV, un episodio (1958)
- Target – serie TV, episodio 1x17 (1958)
- Steve Canyon – serie TV, un episodio (1958)
- The Rough Riders – serie TV, episodio 1x32 (1959)
- Il tenente Ballinger (M Squad) – serie TV, un episodio (1959)
- Perry Mason – serie TV, 6 episodi (1959-1966)
- Le grandi fiabe (Shirley Temple's Storybook) – serie TV, un episodio (1960)
- Surfside 6 – serie TV, episodio 2x12 (1961)
- Indirizzo permanente (77 Sunset Strip) – serie TV, 2 episodi (1961-1962)
- L'ora di Hitchcock (The Alfred Hitchcock Hour) – serie TV, un episodio (1963)
- Sotto accusa (Arrest and Trial) – serie TV, episodio 1x06 (1963)
- La grande avventura (The Great Adventure) – serie TV, episodio 1x05 (1963)
- The Outer Limits – serie TV, 3 episodi (1963-1964)
- The Greatest Show on Earth – serie TV, episodio 1x07 (1963)
- Grindl – serie TV, un episodio (1964)
- Gli uomini della prateria (Rawhide) – serie TV, episodio 7x02 (1964)
- Hazel – serie TV, un episodio (1964)
- The Crisis (Kraft Suspense Theatre) – serie TV, 2 episodi (1964-1965)
- Combat! – serie TV, un episodio (1965)
- Twelve O'Clock High – serie TV, un episodio (1965)
- Bonanza – serie TV, 3 episodi (1965-1967)
- Lassie – serie TV, 3 episodi (1965-1968)
- Il virginiano (The Virginian) – serie TV, 3 episodi (1965-1969)
- F.B.I. (The F.B.I.) – serie TV, 6 episodi (1965-1971)
- Daniel Boone – serie TV, un episodio (1966)
- Il fuggiasco (The Fugitive) – serie TV, un episodio (1966)
- Selvaggio west (The Wild Wild West) – serie TV, 10 episodi (1966-1969)
- Squadra speciale anticrimine (The Felony Squad) – serie TV, episodio 1x27 (1967)
- Gli invasori (The Invaders) – serie TV, 2 episodi (1967)
- Mannix – serie TV, 5 episodi (1967-1971)
- Al banco della difesa (Judd for the Defense) – serie TV, un episodio (1968)
- Medical Center – serie TV, 2 episodi (1969)
- Operazione ladro (It Takes a Thief) – serie TV, un episodio (1970)
- Giovani avvocati (The Young Lawyers) – serie TV, 4 episodi (1970-1971)
- Longstreet – serie TV, un episodio (1971)
- Missione impossibile (Mission: Impossible) – serie TV, 3 episodi (1971-1972)
- Le strade di San Francisco (The Streets of San Francisco) – serie TV, un episodio (1972)
- Ghost Story – serie TV, 2 episodi (1972-1973)
- Lincoln – serie TV, un episodio (1976)
- Bronk – serie TV, un episodio (1976)

## Doppiatori italiani
Nelle versioni italiane dei suoi film, Douglas Henderson è stato doppiato da:
- Bruno Persa in Va' e uccidi
- Gualtiero De Angelis in Tempo di guerra tempo d'amore